# Tibillo (distrito)
Tibillo é um distrito do Peru, departamento de Ica, localizada na província de Palpa.

## Transporte
O distrito de Tibillo é servido pela seguinte rodovia:
- IC-108, que liga o distrito de Los Aquijes à cidade
- IC-109, que liga o distrito de Río Grande à cidade [1][2][3]